# Dmitri Smirnov
Pour les articles homonymes, voir Smirnov.
Dmitri Smirnov, né le 2 novembre 1948 à Minsk et mort le 9 avril 2020 à Watford, est un compositeur russo-britannique.

## Biographie
Smirnov est l'époux de la compositrice Ielena Firsova et le père de la musicienne Alissa Firsova.

## Source
- (en) Cet article est partiellement ou en totalité issu de l’article de Wikipédia en anglais intitulé « Dmitri Smirnov (composer) » (voir la liste des auteurs).